# Four Horsemen (Wrestling)
Four Horsemen war der Name eines Wrestlingstables, das in der National Wrestling Alliance (NWA) gegründet und vor allem über die spätere Wrestling-Promotion World Championship Wrestling (WCW) landesweit bekannt wurde. Der Name leitet sich von den vier Reitern der Apokalypse ab.
Die Gruppe bestand ursprünglich aus den vier Wrestlern Ric Flair, Arn Anderson und dessen Storyline-Cousin Ole Anderson sowie Tully Blanchard. Das Stable bestand in wechselnden Besetzungen und mit Unterbrechungen von 1986 bis 1999 und war während dieser Zeit an zahlreichen wichtigen Fehden und Storylines beteiligt. Zeitweise hielten die Mitglieder des Stables alle Titel der NWA bzw. WCW.

## Geschichte

### Gründung

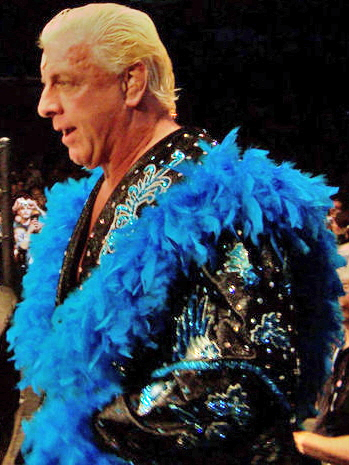
Ric Flair war der Kern und die maßgebliche Person der „Four Horsemen“, da das Stable um ihn als mehrfachen NWA-Champion herum aufgebaut wurde.

Das Stable wurde 1986 in der Wrestlingorganisation Jim Crockett Promotions, dem damals einflussreichsten Mitglied der NWA, gegründet. Alle Gründungsmitglieder waren bereits im Wrestlinggeschäft etabliert: Flair war mehrfacher World Champion der NWA, die Andersons bildeten das Tag-Team „Minnesota Wrecking Crew“, welches zwischen 1970 und 1981 in der Besetzung Ole und Gene Anderson achtmal den NWA Tag Team Titel innehatte. Blanchard war der Sohn eines Wrestlers und Wrestling-Promotors und hatte vor der Gründung der Horsemen bereits mehrfach Einzel- und Tag-Team-Titel der Promotion Southwest Championship Wrestling gehalten. Manager des Stables war J.J. Dillon, ein früherer Wrestler, der auch als Booker arbeitete. Die erste Fehde der Gruppe war gegen Dusty Rhodes, der vor der Kamera als Wrestler und hinter den Kulissen als Booker arbeitete. Die Beteiligung beider Booker an der Storyline machte die Fehde zur wichtigsten der Promotion. Das Ergebnis war, dass die Wrestlingzeitschrift Pro Wrestling Illustrated die Fehde Horsemen gegen die Super Powers (bestehend aus Rhodes und Nikita Koloff) sowie die Road Warriors, die die Super Powers innerhalb der Storyline unterstützten, zur Fehde des Jahres kürte. Einzelmatch des Jahres wurde ein im Rahmen der Fehde geführtes Match zwischen Ric Flair und Dusty Rhodes, Wrestler des Jahres Ric Flair.

### Erste Wechsel und erstes Ende
1987 wechselte die Besetzung der Horsemen. Ole Anderson, dessen Karriere sich dem Ende zuneigte, wurde durch Lex Luger ersetzt. Luger kam aus der NWA Florida, wo er sehr erfolgreich tätig war. Die Mitgliedschaft bei den Horsemen bedeutete für Luger natürlich einen Karriereschub. Noch im selben Jahr gewann er von Nikita Koloff den Titel des NWA United States Champions, dem zweitwichtigsten Einzeltitel der NWA. Nachdem Luger storylinegemäß den Titel an den Erz-Widersacher der Horsemen, Dusty Rhodes, verloren und dafür dem Manager Dillon die Schuld zugeschoben hatte, musste er seinen Platz bei den Horsemen wieder räumen.
Das nächste Mitglied der Four Horsemen wurde Barry Windham, der mit Lex Luger in Florida gearbeitet hatte und als dessen Tag-Team-Partner zu MACW geholt worden war. Eingeführt wurde Windham, indem er Luger während eines Matches gegen die Horsemen Arn Anderson und Tully Blanchard hinterging. Auch Windhams Karriere bekam durch die Mitgliedschaft bei den Horsemen einen Schub. Auch er erhielt noch im selben Jahr den NWA United States Championship-Gürtel. Hierdurch hielten die Horsemen erstmals gleichzeitig alle drei landesweiten Titel (World, United States und Tag-Team) der NWA, da Ric Flair zu diesem Zeitpunkt World Champion und Arn Anderson und Tully Blanchard Tag-Team-Champions waren. Eine Vereinigung dieser drei Titel innerhalb eines Stables war zuvor nicht vorgekommen und sollte sich bis 2000, als die Promotion WCW der New World Order dasselbe gestattete, nicht wiederholen.
Ende 1988 wechselten Arn Anderson und Tully Blanchard zur World Wrestling Federation (WWF), die damit zwei der vier Horsemen und damit der wichtigsten Stars der Konkurrenz abgeworben hatte. Flair, Windham und Dillon führten das Stable zunächst zu dritt weiter, bis Dillon auf einen Schreibtischposten der WWF wechselte. Der Name Four Horsemen wurde nicht weiter verwendet und Anfang 1989 wechselte auch Barry Windham zur WWF. Ric Flair verblieb als einziger der ursprünglichen Horsemen bei der WCW, die inzwischen aus Jim Crockett Promotions hervorgegangen war.

### Die zweite Auflage
Im Dezember 1989 entstand das Stable neu, was durch die Rückkehr von Arn und Ole Anderson zur WCW möglich wurde. Nachdem die Four Horseman zuvor als Heel-Gruppe aufgetreten war, entstand diesmal ein Face-Stable, deren viertes Mitglied Sting, ein oftmaliger früherer Gegner und das Vorzeige-Face der WCW wurde. Sting wurde schnell zum Nr.1-Herausforderer auf den Titel des World Heavyweight Champions, der zu dieser Zeit wieder einmal von Flair gehalten wurde. Um das Match zu ermöglichen, führte man den Bruch zwischen den Horsemen und Sting herbei, indem man eine Storyline schrieb, in der die übrigen Horsemen von Sting verlangten, von dem Titelmatch gegen Flair zurückzutreten. Da sich Sting rollengetreu weigerte und die Promotion ihn als Face behalten wollte, mussten die übrigen Horsemen in die Rolle der Heels wechseln, indem sie Sting aus der Gruppe prügelten.
Wenig später beendete Ole Anderson seine Karriere als aktiver Wrestler und wurde Manager der Horsemen. Um die Gruppe wieder auf die Vierzahl zu bringen, füllte man sie mit Barry Windham, der wieder bei der Promotion war, und Sid Vicious auf. Vicious und Windham waren auch die Beteiligten an einem der bekanntesten Angles der Horsemen: Beim Pay-per-View Event Halloween Havoc 1990 erschien Windham, verkleidet als Sting an dessen Stelle zu einem Titelmatch gegen Sid Vicious. Nach etwas scheinbarer Gegenwehr sollte er verlieren. Der Plan ging jedoch nicht auf, da der echte Sting, natürlich im dramatisch besten Moment, doch im Ring erschien.
Das Stable fiel 1991 erneut auseinander, nachdem zunächst Sid Vicious und dann Ric Flair die WCW in Richtung der WWF verließen, Barry Windham wieder zur Rolle eines Face wechselte und damit Arn Anderson als einziges Mitglied des Stables zurückblieb.

### Die dritten Horsemen
Ric Flair kehrte 1993 zur WCW zurück. Die Four Horsemen entstanden ein weiteres Mal, diesmal mit Flair und Arn Anderson, sowie mit Ole Anderson als Manager. Paul Roma, ein früherer WWF-Wrestler, wurde kurzfristig als Ersatz für Tully Blanchard, der wegen eines positiven Drogentests von der Promotion nicht eingestellt wurde, verpflichtet. Roma und Anderson erhielten für einen Monat die Tag-Team Gürtel. Im Dezember 1993 verschwand das Stable wieder, nachdem die Promotion Paul Roma aus dem Tag Team schrieb.

### Four Horsemen zum Vierten
Die nächste Inkarnation der Horsemen entstand 1995, wie immer mit Flair und Arn Anderson. Diese Gründung wurde in einer längeren Storyline vorbereitet, in der zunächst Flair und Anderson in eine Fehde geschrieben wurden, in die dann Brian Pillman auf Andersons und Sting auf Flairs Seite hineingezogen wurden. Beim Pay-per-View Halloween Havoc 1995 löste die Promotion die Storyline als Falle der Horsemen Flair, Anderson und Pillman für Sting auf. Wenig später brachte man mit Chris Benoit die Zahl der Horsemen zurück auf vier. Nachdem Pillman die WCW verlassen hatte, ersetzte man ihn durch den frühen Footballer und Gelegenheitswrestler Steve McMichael, dessen Platz aber zeitweise von Jeff Jarrett beansprucht wurde. Kurzzeitig wurde das Stable von der Managerin Miss Elizabeth begleitet. Nach dem Entstehen des Stables nWo, das ankündigte, die WCW übernehmen zu wollen, standen die Horsemen für die Tradition der WCW. Dies nutzten die Booker der Promotion für eine intensive Fehde. Der Platz des vierten Horseman wurde zu einer Durchgangsstation für Wrestler, was daran lag, dass die Mitglieder der Horsemen gewöhnlich selbst entschieden hatten, wen sie dazu nahmen, während in dieser Zeit die WCW einen sehr starken Einfluss auf ihre Storylines nahm. Im August 1997 beendete Arn Anderson aufgrund der Folgen zahlreicher Rücken- und Nackenverletzungen seine Karriere als aktiver Wrestler und wurde durch Curt Hennig bei den Horsemen ersetzt, den die Promotion aber bereits nach einem Monat zur nWo wechseln ließ. Gleichzeitig machte eine Storyline Ric Flair zum „Präsidenten“, wodurch die Horsemen faktisch aufgelöst waren.

### Das Ende der Horsemen
Im nächsten Jahr gab es die letzte Reinkarnation der Horsemen, diesmal mit Steve „Mongo“ McMichael, Flair und Arn Anderson als Manager, ergänzt durch Chris Benoit und Dean Malenko. Diese Horsemen versuchten, an die Vorgänger anzuknüpfen, indem sie gegen die nWo fehdeten, wurden aber nicht populär. Auch eine Änderung des Gruppenimages zu Heels wurde nicht angenommen. Der Abgang McMichaels reduzierte die Gruppe auf drei Mitglieder, die von der Promotion, an deren Spitze laut Storyline Ric Flair stand, vorwiegend dazu eingesetzt wurde, Ric Flairs Sohn David Flair im Besitz des WCW United States Champion-Gürtels zu erhalten. Im Mai 1999 verließen Malenko und Benoit das Stable aus Protest gegen Flairs Selbstsüchtigkeit und beendeten damit dessen Existenz.

## Tribute anderer Promotionen
- Die Wrestling-Promotion Turnbuckle Championship Wrestling gründete 2003 ein Stable namens „The Xtreme Horsemen“. Dieses wurde aus den ehemaligen ECW-Wrestlern Steve Corino, Justin Credible, Simon Diamond und „The Enforcer“ C. W. Anderson (einer Hommage an Arn Anderson) gebildet. Zeitweise wurde die Gruppierung von J.J. Dillon, dem Manager der originalen Horsemen begleitet und durch Barry Windham verstärkt, der ebenfalls der Originalgruppe angehörte. Diese Formierung trat in verschiedenen unabhängigen Wrestling-Promotionen an.

- Obwohl die „Four Horsemen“ nie Teil der Promotion World Wrestling Federation bzw. World Wrestling Entertainment gewesen sind, brachte diese 2007 eine Box mit 2 DVDs Ric Flair and the Four Horsemen heraus, da die WWE inzwischen auch alle Namensrechte der ehemaligen WCW-Stables erworben hat.

- Bei Total Nonstop Action Wrestling gründete Ric Flair als Anlehnung an das Stable die Gruppierung „Fortune“, die von Juni 2010 bis Dezember 2011 bestand.

- Am 31. März 2012 wurden die „Four Horsemen“ in der Besetzung Ric Flair, Barry Windham, Arn Anderson, Tully Blanchard und J. J. Dillon in die WWE Hall of Fame aufgenommen.

- 2014 wurde in der WWE-Entwicklungsliga NXT das Stable „Four Horsewomen“ ins Leben gerufen. Dieses Bestand aus Flairs Tochter Charlotte, Sasha Banks, Becky Lynch und Bayley, die nach Flairs Meinung die „weiblichen Horsemen“ wären. Das Stable löste sich 2015 bereits wieder auf, da Banks und Lynch ins Hauptroster der WWE wechselten.